# 뉴로픽셀즈
뉴로픽셀즈 프루브 (또는 "뉴로픽셀즈")는 뇌에 있는 수백 개의 신경세포 활동을 기록하기 위해 2017년에 개발된 전극이다. 이 프루브는 CMOS 기술을 기반으로 하며 1cm 길이의 얇은 생크에 두 줄로 배열된 1,000개의 기록 사이트를 가지고 있다.
이 프루브는 국제뇌연구소를 (International Brain Laboratory) 포함한 많은 신경과학 실험실에서 주로 생쥐와 쥐의 뇌 활동을 기록하는데 사용된다. Neuropixels 프루브는 동시에 많은 신경세포의 활성도을 밝혀냄으로써 감각 처리, 의사 결정 , 체내 상태 , 감정과 같은 뇌 활동에 대한 연구와 뇌-기계 인터페이스를 (brain-machine interfaces) 생성하는 새로운 접근 방식을 가능하게 한다.
이 프루브는 2017년에 공표되었는데, 벨기에의 전자공학 연구 센터인 imec에 의해 설계되고 제작되었다. 2022년에는 Neuropixels 프루브가 인간 환자에게 삽입되었다.